# Geolycosa lusingana
Geolycosa lusingana là một loài nhện trong họ Lycosidae.
Loài này thuộc chi Geolycosa. Geolycosa lusingana được Carl Friedrich Roewer miêu tả năm 1959.